# Katie Duncan
Katie Duncan (née Katie Cherie Hoyle), née le 1er février 1988 à Cambridge (Nouvelle-Zélande), est une joueuse néo-zélandaise de football évoluant au poste de milieu de terrain. Internationale néo-zélandaise, elle évolue depuis 2011 au club allemand du SC 07 Bad Neuenahr.

## Biographie
Katie Duncan fait partie du groupe néo-zélandais éliminé au premier tour de la Coupe du monde féminine de football 2007. Elle participe avec la sélection néo-zélandaise aux Jeux olympiques de 2008, jouant tous les matchs de groupe. Elle participe à la Coupe du monde féminine de football 2011, où les Néo-Zélandaises sont éliminées dès la phase de groupes.
En club, Katie Duncan évolue dans les clubs néo-zélandais du Claudelands Rovers (2005-2006), du Lynn Avon United (2007-2011) et du Glenfield Rovers (2011). Elle rejoint ensuite l'Allemagne pour jouer sous les couleurs du SC 07 Bad Neuenahr.
Elle est mariée à Priscilla Duncan, ancienne joueuse de l'équipe de Nouvelle-Zélande féminine de football.

## Vie privée
Katie Duncan est ouvertement lesbienne.